# Törnrosens bok
Törnrosens bok är ett litterärt verk av Carl Jonas Love Almqvist. Det samlar inom en ramberättelse ett stort antal texter i olika genrer: prosa, dramatik, essäistik, med mera. Verket utkom i två delvis samtida upplagor med delvis överlappande innehåll den mindre Duodesupplagan i (1833–1851) och den större Imperialoktavupplagan (1839–1850). Namnen kommer av seriernas olika format: duodesformat respektive oktavformat av imperialtyp.

## Innehåll
Verkets ambitiösa syfte var enligt Almqvist att "spegla hela världen", och skulle därför på en gång vara "ton, färg, doft, gråt, löje, poesi, religion, filosofi". Det innehåller både skönlitteratur och avhandlingar i olika ämnen. Här bjuds läsaren på naturskildringar, teckningar av svenskt lantliv, omväxlande med mystiska, drömfyllda medeltidsbilder och sorgespel.
Ramen kring det hela är den släktkrets som samlas kring den förmögne herr Hugo Löwenstjerna på hans jaktslott och där de varje kväll före teet berättar sina historier. Då berättarna har mycket olika personligheter blir också det de har att berätta mångskiftande. Inom denna krets dyker en egendomlig person vid namn Richard Furumo upp, en mycket beläst och vida berest man som nu slagit sig ned på en liten gård i närheten. Han blir strax sällskapets andliga medelpunkt. Detta är innehållet i inledningsnovellen "Jagtslottet".
Under landsflykten skrev Almqvist om att samla alla sina verk inom Törnrosens bok. Det bör dock noteras att han på 1840-talet skrev romaner som han lät bli att infoga inom ramberättelsen. I de första delarna var titeln på samlingsverket ”Fria fantasier hvilka, betraktade såsom ett helt, af Herr Hugo Löwenstjerna stundom kallades Törnrosens Bok, stundom En irrande Hind’’, och senare används även andra titlar, men ’’Törnrosens bok’’ har kommit att bli den allmänt etablerade.
Michaël Hisinger, Johan Hisingers son och sedermera rysk-finsk friherre, stod modell för Hugo Löwenstjerna. Almqvist hade varit hans informator åren 1814–1818 på Fagervik.

## Personer i ramberättelsen

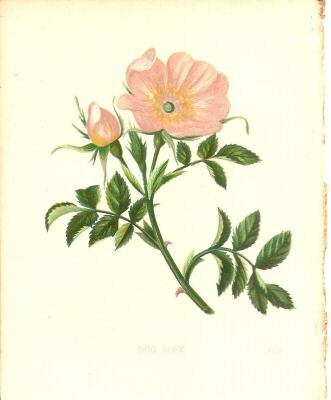
Törnros (Rosa canina). Litografi från 1852 av Anne Pratt.

En av poängerna med ramberättelsen är att Almqvist kan låta de olika verken kommenteras av olika personer, med särskilda karaktärsdrag. 
- Richard Furumo, äventyrare
- Hugo Hamilcar Löwenstjerna, oftast kallad Herr Hugo, hovmarskalk och jaktslottets innehavare
- Henrik Löwenstjerna, son till Herr Hugo
- Aurora Celia Löwenstjerna, dotter till Herr Hugo
- Franciscus, ”Frans”, Löwenstjerna, son till Herr Hugo
- Andreas Löwenstjerna, bror till Herr Hugo
- Julianus, son till Andreas
- Eleonora Löwenstjerna
- Ulrica Sofia Löwenstjerna, dotter till Andreas
- Jakob, kammartjänare på jaktslottet
- Isabella Ulrica Löwenstjerna
- Cecilia Löwenstjerna
- Ulla Löwenstjerna

Som berättare till de ingående texterna fungerar oftast Richard Furumo.

## Verk inom Törnrosens bok

### Samlade verk
Den senaste utgåvan av Törnrosens bok var som en del i utgivningen av Almqvists samlade verk, där den upptar volym 5-9. Hela texten finns tillgänglig på Internet:
- Samlade verk 5: Jagtslottet, Hermitaget, Vargens dotter, Hinden
- Samlade verk 6: Drottningens juvelsmycke
- Samlade verk 7: Ramido Marinesco, Baron Julius K*, Dialog om Sättet att sluta Stycken, Signora Luna, Colombine
- Samlade verk 8: Återkomsten, Araminta May, Urnan, Kapellet, Palatset, Godolphin, Svenska fattigdomens betydelse Skaldens natt, Skällnora Qvarn, Friherrinnan
- Samlade verk 9: Herr Hugos Akademi, Hvad är Penningen?, Poesi och Politik, Om Folknöjen, Storhetens Tillbedjan, Målaren, Prestens Ställning, Den Sansade Kritiken

### Duodesupplagan
- Band I:    Jagtslottet
- Band II:   Hermitaget; Vargens dotter
- Band III:  Hinden
- Band IV:   Drottningens juvelsmycke
- Band V:    Ramido Marinesco
- Band VI:   Baron Julius K*; Dialog om Sättet att sluta Stycken
- Band VII:  Signora Luna; Colombine
- Band VIII:  Återkomsten; Araminta May; Urnan
- Band IX:   Kapellet; Palatset
- Band X:    Godolphin; Svenska fattigdomens betydelse; Skaldens natt
- Band XI:   Skällnora Qvarn; Friherinnan
- Band XII:  Herr Hugos akademi; Hvad är penningen; Poesi och politik; Om folknöjen; Storhetens tillbedjan
- Band XIII: Målaren; Prestens ställning
- Band XIV:  Den sansade kritiken

### Imperialoktavupplagan
- Band I: Jagtslottet; Skönhetens tårar; Semiramis; Under Hoppets Träd; Ferrando Bruno; Månsången; Vargens Dotter; Björninnan; Ifrån Leonard; Ormus och Ariman; Fader, o säg mig -; Isidor af Tadmor; Marjam; Nyniannes Röst; Det doftar i Skogen; Uppvaknandet; De sju Sångerna under Tälten; Om Helsans Evangelium; Om Menniskans stöd; Melia; Svangrottan på Ipsara; Schems-el-Nihar; Arthurs Jagt; De två Chorerna
- Band II: Songes; Lifvets Hjelp; Gianera; Mythopoiesis; Minnesfest den första April; Sviavigamal; Håtuna Saga; Sigtuna Saga; Valtuna saga; Odensala Saga; Den sansade Kritiken;
- Band III: Europeiska missnöjets grunder; Hvarför reser du?; Det går an; Murnis; Silkesharen på Hagalund; Purpurgrefven;

Viktiga verk av Almqvist som inte ingår i Törnrosens bok är bl.a. Grimstahamns nybygge och Om svenska rim.